# Zac Efron
Zachary David Alexander Efron (San Luis Obispo, Kalifornia, 1987. október 18. –) amerikai színész és énekes.
Leginkább a Szerelmes hangjegyek-filmsorozatból, továbbá a Baywatch (2017) és a Hajlakk című filmekből, illetve a Mindig nyár című tévésorozatból ismert. A filmek zenei albumain gyakran közreműködött énekesként is.

## Élete

### A világsiker előtt
Zac Efron a kaliforniai San Luis Obispo városában született, ám családjával hamarosan Arroyo Grande városába költözött. Szülei egy erőműben dolgoznak: apja, David mérnök-műszerész, anyja, Starla Baskett pedig titkárnő. Egy öccse van, Dylan. Zac zsidó származású, de vallását nem gyakorolja. Az iskolában (a magyar osztályozási rendszernek megfelelően) 4-es és 5-ös osztályzatokat kapott.
Zacet apja már 11 éves korában a színpad felé terelte. Először a gimnáziumi évek során került kapcsolatba a színészettel: szerepet kapott a The Great American Melodrama and Vaudeville című előadásban és ebben főként szólóban énekelt dalokat. Játszott még a Gypsy, a Peter Pan, Or The Boy Who Wouldn't Grow Up, a Little Shop of Horrors, a The Music Man című filmekben is. Ezt követően New Yorkba utazott, ahol színészetet kezdett tanulni.
2006-ban végzett az Arroyo Grande Gimnáziumban, majd felvételt nyert a Dél-Kaliforniai Egyetemre, de a filmes munkálatok miatt szinte be sem tud járni az előadásokra. A Kalifornia állambeli Santa Maria városában 2001-ben sikeresen elvégzett egy szólóénekes-tanfolyamot.

### 2002 és 2005 között
Zac Efron filmes sorozatokban is szerepet kapott, a Vészhelyzet egyik epizódjában például sebesült fiatalt játszott. A Firefly és a The Guardian című sorozatokban is szerepelt, majd a Warner Brothers elindította Zac saját sorozatát, a Summerlandet. Vendégszereplőként volt látható a CSI: Miami és az NCIS egy-egy epizódjában is.

### A nagy robbanás
2006-ban a Disney Channel kérésére elfogadta Troy Bolton szerepét a High School Musical (továbbiakban: HSM) című filmben. Ebben már megmutathatta mind színészi, mind énekesi tudását. A film sikere nyomán 2006 augusztusában elnyerte a Nickelodeon tévécsatorna Legjobb Fiatal Színész-díját, Vanessa Anne Hudgens-szel együtt. A film szereplői (Zac nélkül) turnéra indultak és nagy sikerű koncerteket adtak többek között Sydneyben és Londonban is.
Nem sokkal a HSM első része után, 2006. február 4-én a filmben szereplő betétdalok közül kettő a Billboard Top 100-as listára került. A Breaking Free című dal (melyet Vanessa Anne Hudgens-szel énekel közösen) két hét alatt a 82. helyről az 5. helyre emelkedett; ilyen ugrásra korábban Beyonce és Shakira közös duettje (Beautiful Liar) óta nem volt példa. Ezt követően megjelent a HSM betétdalaiból összeállított album, melyen Efron is énekel.

### 2007-től napjainkig
2008. október 24-én mutatták be a mozikban a High School Musical 3. – Végzősök című filmet, ami rendkívül nagy sikert hozott számára. A film felülmúlta a nagy sikerű Batman bevételét és többen nézték meg, mint a Mamma Miát: már az első héten 45 millió dollár bevétele volt a filmnek.
A kilencvenes évekbeli tévésorozat, a Baywatch 2017-ben bemutatott filmváltozatában Matt Brody-t alakítja. Hogy az általa játszott karaktert hitelesen formálhassa meg, kemény edzésmunkával növelte izomtömegét, a megfelelő hatást a rendszeres edzés melletti spártai étrenddel érte el.
2023. december 11-én csillagot kapott a Hollywood Walk of Fame-en.

## Magánélete
Zacnek saját lakása, két kutyája és egy macskája van. 2008. január 15-én a Los Angeles-i Cedars-Sinai Kórházban eltávolították a vakbelét. A Forbes magazin 2008-as hírességek listáján a 92. helyet foglalta el, mivel egy év alatt 5,8 millió dollárt keresett. 2009 áprilisában személyes vagyona körülbelül 10 millió dollár volt. 2015 májusában Efron vagyona 18 millió dollár volt.
A People magazin 2007-ben megírta, hogy Efron és Vanessa Hudgens 2005-ben kezdtek el randizni a High School Musical forgatása alatt, majd az Us magazin írta meg, hogy 2010 decemberében szakítottak. Efron romantikus kapcsolatot kezdett 2014 szeptemberében a modell és vállalkozó Sami Miróval. A pár 2016 áprilisában szétváltak.
2013 elején Efron gyógykezelést keresett, miután küzdött az alkoholizmussal és a kábítószerrel. 2013 júniusa óta józan. 2013 novemberében eltörte az állkapcsát az otthonában. 2014 márciusában Los Angeles belvárosában összeverekedett egy hajléktalannal, azonban a rendőrség nem tartóztatta le, mivel kölcsönös harcnak tekintették az esetet.

## Filmográfia

### Film
| Év   | Magyar cím                                      | Eredeti cím                                | Szerep                          | Magyar hang     | Rendező               |
| ---- | ----------------------------------------------- | ------------------------------------------ | ------------------------------- | --------------- | --------------------- |
| 2003 | Melinda világa                                  | Melinda's World                            | Stuart Wasser                   |                 | David Baumgarten      |
| 2005 | Gyerek a nyeregben                              | The Derby Stallion                         | Patrick McCardle                | Czető Roland    | Craig Clyde           |
| 2007 | Hajlakk                                         | Hairspray                                  | Link Larkin                     | Molnár Levente  | Adam Shankman         |
| 2008 | High School Musical 3. – Végzősök               | High School Musical 3                      | Troy Bolton                     | Markovics Tamás | Kenny Ortega          |
| 2008 | Én és Orson Welles                              | Me and Orson Welles                        | Richard Samuels                 | Szatory Dávid   | Richard Linklater     |
| 2009 | Megint 17                                       | 17 Again                                   | Mike O' Donnell tizenhét évesen | Markovics Tamás | Burr Steers (1.)      |
| 2010 | Charlie St. Cloud halála és élete               | Charlie St. Cloud Death and Life           | Charlie St. Cloud               | Markovics Tamás | Burr Steers (2.)      |
| 2011 | Szilveszter éjjel                               | New Year's Eve                             | Paul                            | Markovics Tamás | Garry Marshall        |
| 2012 | Mindenáron                                      | At Any Price                               | Dean Whipple                    | Markovics Tamás | Ramin Bahrani         |
| 2012 | Így jártam én                                   | Liberal Arts                               | Nat                             | Fehér Tibor     | Josh Radnor           |
| 2012 | Lorax                                           | Dr. Seuss' The Lorax                       | Ted (hangja)                    | Molnár Levente  | Chris Renaud          |
| 2012 | Lorax                                           | Dr. Seuss' The Lorax                       | Ted (hangja)                    | Molnár Levente  | Kyle Balda            |
| 2012 | Szerencsecsillag                                | The Lucky One                              | Logan Thibault                  | Markovics Tamás | Scott Hicks           |
| 2012 | Az újságos fiú                                  | The Paperboy                               | Jack Jansen                     | Markovics Tamás | Lee Daniels           |
| 2013 | Félelmetes nap                                  | Parkland                                   | Dr. Charles James Carrico       | Fehér Tibor     | Peter Landesman       |
| 2014 | Csajkeverők                                     | That Awkward Moment                        | Jason Flynn                     | Fehér Tibor     | Tom Gormican          |
| 2014 | Rossz szomszédság                               | Neighbors                                  | Teddy Sanders                   | Markovics Tamás | Nicholas Stoller (1.) |
| 2015 | Miénk a világ                                   | We Are Your Friends                        | Cole Carter                     | Markovics Tamás | Max Joseph            |
| 2016 | Nagyfater elszabadul                            | Dirty Grandpa                              | Jason Kelly                     | Markovics Tamás | Dan Mazer             |
| 2016 | Mike és Dave esküvőhöz csajt keres              | Mike and Dave Need Wedding Dates           | Dave Stangle                    | Markovics Tamás | Jake Szymanski        |
| 2016 | Rossz szomszédság 2.                            | Neighbors 2: Sorority Rising               | Teddy Sanders                   | Markovics Tamás | Nicholas Stoller (2.) |
| 2017 | Baywatch                                        | Baywatch                                   | Matt Brody                      | Markovics Tamás | Seth Gordon           |
| 2017 | A katasztrófaművész                             | The Disaster Artist                        | Dan Janjigian / Chris-R         | Markovics Tamás | James Franco          |
| 2017 | A legnagyobb showman                            | The Greatest Showman                       | Phillip Carlyle                 | Markovics Tamás | Michael Gracey        |
| 2019 | Túltolva                                        | The Beach Bum                              | Flicker                         | Markovics Tamás | Harmony Korine        |
| 2019 | Átkozottul veszett, sokkolóan gonosz és hitvány | Extremely Wicked, Shockingly Evil and Vile | Ted Bundy                       | Molnár Áron     | Joe Berlinger         |
| 2020 | Scooby!                                         | Scoob!                                     | Fred Jones (hangja)             | Markovics Tamás | Tony Cervone          |
| 2022 | Arany                                           | Gold                                       | Virgil                          | Markovics Tamás | Anthony Hayes         |
| 2022 | Tűzgyújtó                                       | Firestarter                                | Andy McGee                      | Markovics Tamás | Keith Thomas          |
| 2022 | Minden idők legelképesztőbb sörfuvarja          | The Greatest Beer Run Ever                 | John "Chickie" Donohue          |                 | Peter Farrelly (1.)   |
| 2023 | Vaskarom                                        | The Iron Claw                              | Kevin Von Erich                 | Markovics Tamás | Sean Durkin           |
| 2024 | Ricky Stanicky                                  | Ricky Stanicky                             | Dean                            | Markovics Tamás | Peter Farrelly (2.)   |
| 2024 | Családi affér                                   | A Family Affair                            | Chris Cole                      | Markovics Tamás | Richard LaGravenese   |

### Televízió
| Év        | Magyar cím                | Eredeti cím                          | Szerep                    | Megjegyzések                                  |
| --------- | ------------------------- | ------------------------------------ | ------------------------- | --------------------------------------------- |
| 2002      | Firefly                   | Firefly                              | Simon Tam fiatalon        | 1 epizód                                      |
| 2003      |                           | The Big Wide World of Carl Laemke    | Pete Laemke               | rövidfilm                                     |
| 2003      | Vészhelyzet               | ER: Dear Abby                        | Bobby Abby                | 1 epizód                                      |
| 2004      | Őrangyal                  | The Guardian                         | Luke Tomello              | 1 epizód                                      |
| 2004      |                           | Miracle Run                          | Stephen Morgan            | tévéfilm                                      |
| 2004      |                           | Triple Play                          | Harry Fuller              | tévéfilm                                      |
| 2004–2005 | Mindig nyár               | Summerland                           | Cameron Bale              | főszereplő (16 epizód)                        |
| 2005      | CSI: Miami helyszínelők   | CSI: Miami                           | Seth Dawson               | 1 epizód                                      |
| 2006      |                           | Heist                                | pizzafutár                | 1 epizód                                      |
| 2006      | Szerelmes hangjegyek      | High School Musical                  | Troy Bolton               | - tévéfilm - magyar hangja: - Kováts Dániel   |
| 2006      |                           | If You Lived Here, You'd Be Home Now | Cody                      | tévéfilm                                      |
| 2006      | NCIS                      | NCIS                                 | Danny                     | 1 epizód                                      |
| 2006      | Cserecsapat               | The Replacements                     | Davey Hunkerhoff (hangja) | 1 epizód                                      |
| 2006      | Zack és Cody élete        | The Suite Life of Zack & Cody        | Trevor                    | 1 epizód                                      |
| 2007      | Szerelmes hangjegyek 2.   | High School Musical 2                | Troy Bolton               | - tévéfilm - magyar hangja: - Markovics Tamás |
| 2009      | Törtetők                  | Entourage                            | önmaga                    | 1 epizód                                      |
| 2009–2016 | Robotcsirke               | Robot Chicken                        | több szereplő hangja      | 5 epizód                                      |
| 2019      |                           | Human Discoveries                    | Gary (hangja)             | 10 epizód                                     |
| 2020–2022 | Zac Efronnal a Föld körül | Down to Earth with Zac Efron         | önmaga                    | websorozat                                    |
| 2021      |                           | Save Ralph                           | Bobby, a nyúl (hangja)    | rövidfilm                                     |

## Zenei albumok
- 2007: Hairspray Soundtrack (Hajlakk-betétdalok, 2007. július 10.)
- 2007: High School Musical 2: The Soundtrack (HSM2-betétdalok, 2007. augusztus 14.)
- 2008: High School Musical 3: Senior Year Soundtrack (HSM3-betétdalok, 2008. október 21.)

## Díjak és jelölések

### Díjak
- 2006 – Teen Choice Award: Choice Breakout Star
- 2006 – Teen Choice Award: Choice Chemistry for High School Musical (Vanessa Hudgens-szel)
- 2007 – Kids' Choice Award: Best Male Actor
- 2007 – Teen Choice Award: Choice Male Hottie
- 2007 – Hollywood Film Award: Ensemble of the Year (megosztva a Hairspray társulatával)
- 2007 – Young Hollywood Award: One to Watch in Hairspray
- 2008 – MTV Movie Award: Breakthrough Performance
- 2011 – People's Choice Awards: Favorite Movie Star Under 25

### Jelölések
- 2005 – Young Artist Award: Best Performance in a TV Movie, Miniseries or Special by a Supporting Actor – for Miracle Run
- 2007 – Young Artist Award: Best Performance in a TV Movie, Miniseries or Special by a Lead Actor – for High School Musical
- 2008 – Critics Choice Award: Best Song for Hairspray (2007) Shared With: Queen Latifah, Nikki Blonsky, Elijah Kelley – for the song "Come So Far".